# Guadalupe Bacja
Guadalupe Bacja är en ort i Mexiko.   Den ligger i kommunen Oxchuc och delstaten Chiapas, i den sydöstra delen av landet, 800 km öster om huvudstaden Mexico City. Guadalupe Bacja ligger 1 967 meter över havet och antalet invånare är 691.
Terrängen runt Guadalupe Bacja är kuperad. Runt Guadalupe Bacja är det glesbefolkat, med 16 invånare per kvadratkilometer. Närmaste större samhälle är Chanal, 6,1 km söder om Guadalupe Bacja. I omgivningarna runt Guadalupe Bacja växer huvudsakligen savannskog.